# Vincent Edwards
Vincent Malik "Vince" Edwards (Middletown, Ohio, 5 de abril de 1996) es un baloncestista estadounidense que pertenece al Mitteldeutscher BC de la Basketball Bundesliga alemana. Con 2,03 metros de estatura, juega en la posición de alero. Es hijo del que fuera también jugador profesional Bill Edwards.

## Trayectoria deportiva

### Universidad

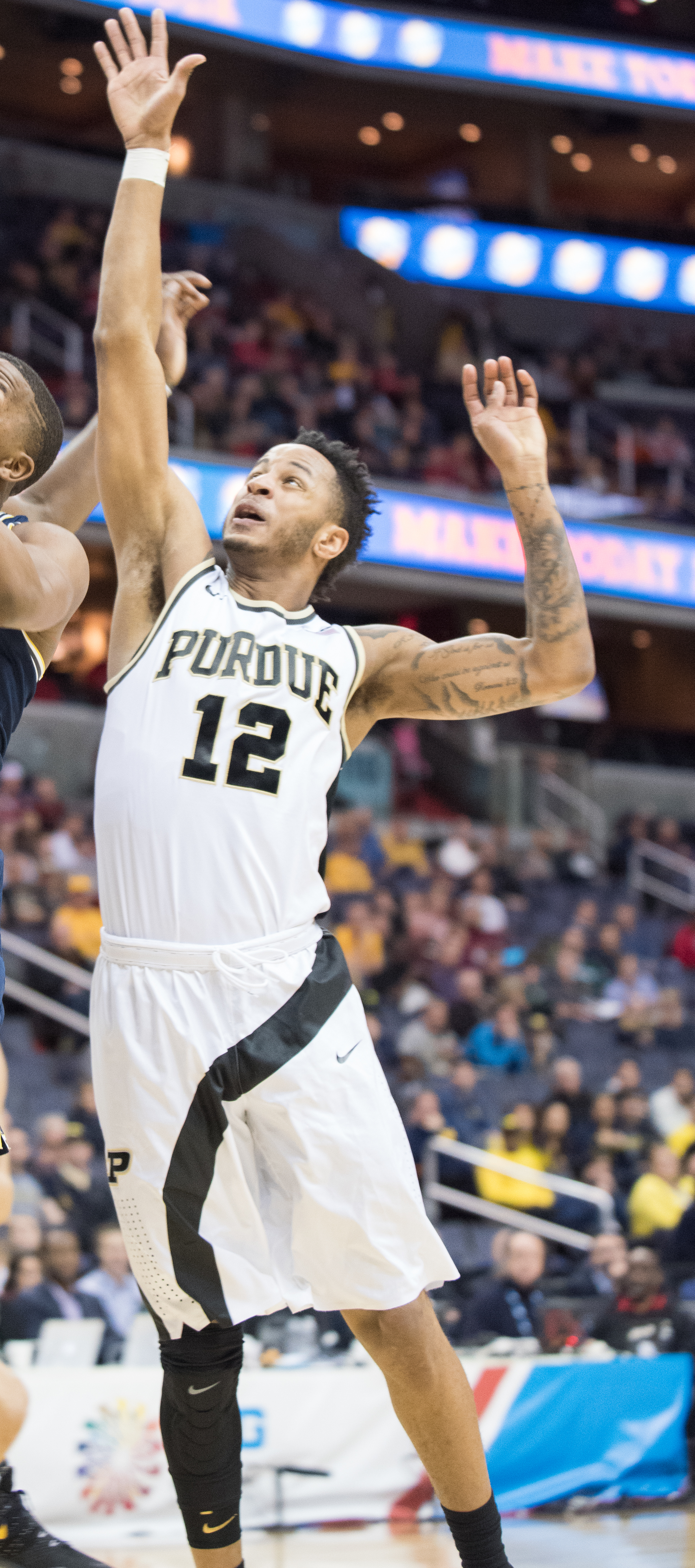
Edwards con Purdue en 2017.

Jugó cuatro temporadas con los Purdue de la Universidad de Purdue, en las que promedió 11,9 puntos, 5,6 rebotes y 2,9 asistencias por partido. En 2017 fue incluido por la prensa especializada en el tercer mejor quinteto de la Big Ten Conference, mientras que al año siguiente también los entrenadores lo colocaron en el segundo mejor quinteto de la conferencia.

#### Estadísticas
| Año     | Equipo | PJ  | PT  | MPP  | %TC  | %3P  | %TL  | RPP | APP | ROB | TPP | PPP  |
| ------- | ------ | --- | --- | ---- | ---- | ---- | ---- | --- | --- | --- | --- | ---- |
| 2014–15 | Purdue | 33  | 30  | 26.9 | .482 | .326 | .788 | 4.8 | 2.7 | .4  | .4  | 8.8  |
| 2015–16 | Purdue | 35  | 35  | 27.5 | .450 | .407 | .820 | 5.4 | 2.9 | .5  | .3  | 11.3 |
| 2016–17 | Purdue | 35  | 27  | 28.6 | .486 | .423 | .820 | 4.9 | 3.2 | .6  | .5  | 12.6 |
| 2017–18 | Purdue | 35  | 35  | 31.6 | .476 | .398 | .833 | 7.4 | 2.9 | .5  | .6  | 14.6 |
| Total   | Total  | 138 | 127 | 28.7 | .473 | .392 | .820 | 5.6 | 2.9 | .5  | .5  | 11.9 |

### Profesional
Fue elegido en la quincuagésimo segunda posición del Draft de la NBA de 2018 por Utah Jazz, pero esa misma noche sus derechos fueron traspasados a los Houston Rockets a cambio de dinero. En el mes de julio participó con los Rockets en las ligas de verano de la NBA.
Edwards se unió a los Oklahoma City Blue en octubre de 2019.
El 16 de febrero de 2020, fue traspasado a los Canton Charge a cambio de Tyler Cook.
El 11 de enero de 2021, fue elegido por los Oklahoma City Blue en el puesto número 13 del draft de la NBA G League, siendo su segunda etapa en el equipo. El 15 de octubre de 2021, Edwards firmó con los Minnesota Timberwolves solo para ser despedido al día siguiente. El 26 de octubre firmó con los Iowa Wolves.
El 9 de julio de 2022 firmó con el BCM Gravelines-Dunkerque de la LNB Pro A.
El 9 de agosto de 2023 fichó por el Ironi Nes Ziona de la Ligat ha'Al israelí. Tras solo tres partidos es cortado, y el 12 de noviembre ficha por el Mitteldeutscher BC de la Basketball Bundesliga.

## Estadísticas de su carrera en la NBA

### Temporada regular
| Año     | Equipo  | PJ | PT | MPP | %TC  | %3P  | %TL | RPP | APP | ROB | TPP | PPP |
| ------- | ------- | -- | -- | --- | ---- | ---- | --- | --- | --- | --- | --- | --- |
| 2018-19 | Houston | 2  | 0  | 8.0 | .250 | .250 | -   | 1.0 | .0  | .0  | .0  | 1.5 |
| Total   | Total   | 2  | 0  | 8.0 | .250 | .250 | -   | 1.0 | .0  | .0  | .0  | 1.5 |